# Перуґ (Мазовецьке воєводство)
Перуґ (пол. Pieróg) — село в Польщі, у гміні Котунь Седлецького повіту Мазовецького воєводства.
Населення — 193 особи (2011).
У 1975-1998 роках село належало до Седлецького воєводства.

## Демографія
Демографічна структура станом на 31 березня 2011 року:
|          | Загалом | Допрацездатний вік | Працездатний вік | Постпрацездатний вік |
| -------- | ------- | ------------------ | ---------------- | -------------------- |
| Чоловіки | 97      | 22                 | 60               | 15                   |
| Жінки    | 96      | 19                 | 47               | 30                   |
| Разом    | 193     | 41                 | 107              | 45                   |